# Invercargill

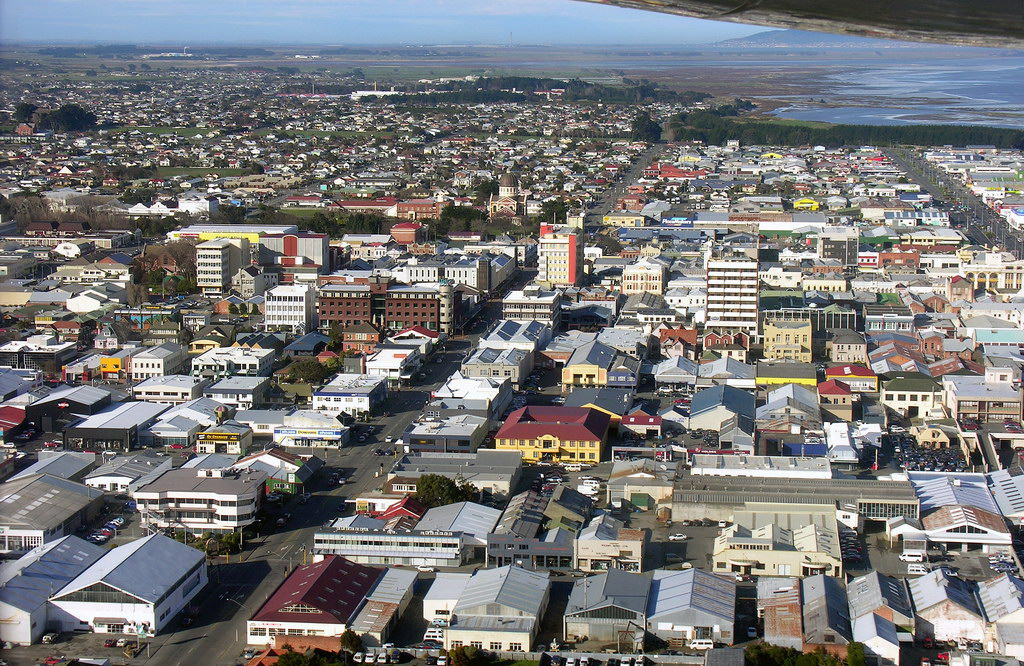
Orasul Invercargill

Invercargill, sau Waihōpai în Limba maori, este cel mai sudic și cel mai vestic oraș din Noua Zeelandă. Se află pe Insula de Sud și a fost fondat în anii 1850. Potrivit recensământului din 2013, are o populație de circa 51.000 de locuitori.

## Clima
Orașul Invercargill are o climă temperat-oceanică similară cu cea a insulelor Marii Britanii. Temperaturile maxime medii sunt de 18,8°C în februarie și de 9,5°C în iulie, iar precipitațiile medii înregistrate sunt de 1112 mm/an. Iarna (din iunie până în septembrie) cade adesea și zăpadă.
Din Invercargill se poate vedea aurora australă.